# جانيت فيربانك
جانيت فيربانك (بالإنجليزية: Janet Fairbank)‏ هي مغنية ومغنية أوبرا أمريكية، ولدت في 1903، وتوفيت في 6 أكتوبر 1947.